# Isoedwardsia ignota
Isoedwardsia ignota is een zeeanemonensoort uit de familie Edwardsiidae.
Isoedwardsia ignota is voor het eerst wetenschappelijk beschreven door Carlgren in 1920.